# Protoneura macintyrei
Protoneura macintyrei är en trollsländeart som beskrevs av Kennedy 1939. Protoneura macintyrei ingår i släktet Protoneura och familjen Protoneuridae. Inga underarter finns listade i Catalogue of Life.